# Молдова на літніх Олімпійських іграх 2000
Молдова брала участь в Літніх Олімпійських іграх 2000 року в Сіднеї (Австралія) вдруге за свою історію і завоювала одну бронзову та одну срібну медалі. Збірну країни представляли 34 спортсмени в 7 видах спорту.

## Срібло
- Стрільба, чоловіки — Олег Молдован.

## Бронза
- Бокс, чоловіки — Віталій Грушак.

## Бокс
Спортсмен — 1
| Спортсмен      | Категорія | 1/16                    | 1/8                  | Чвертьфінал          | Півфінал             | Фінал      |
| Спортсмен      | Категорія | Результат               | Результат            | Результат            | Результат            | Результат  |
| -------------- | --------- | ----------------------- | -------------------- | -------------------- | -------------------- | ---------- |
| Віталій Грушак | До 67 кг  | Цегаселласе Арегаві ВWO | Шерзод Хусанов В13-7 | Бюлент Улусой В19-10 | Сергій Доценко П8-17 | не пройшов |

### Дзюдо
Спортсменів — 2
Змагання з дзюдо проводилися за системою на вибування. У втішні раунди потрапляли спортсмени, які програли півфіналістам турніру. Два спортсмени, що здобули перемогу у втішному раунді, в поєдинку за бронзу билися з переможеними у півфіналі.
Чоловіки
| Спортсмен             | Категорія | 1/32                               | 1/16                                  | 1/8                                     | Чвертьфінали                        | Півфінали          | Перший доп. раунд  | Втішний чвертьфінал                   | Втішний півфінал   | За 3 місце Фінал   | Місце |
| Спортсмен             | Категорія | Суперник Результат                 | Суперник Результат                    | Суперник Результат                      | Суперник Результат                  | Суперник Результат | Суперник Результат | Суперник Результат                    | Суперник Результат | Суперник Результат | Місце |
| --------------------- | --------- | ---------------------------------- | ------------------------------------- | --------------------------------------- | ----------------------------------- | ------------------ | ------------------ | ------------------------------------- | ------------------ | ------------------ | ----- |
| Георгій Курдгелашвілі | до 60 кг  |                                    | Хуан Барахона (ECU) пер. 1000 — 0000  | Ерік Деспецелль (FRA) пер. 0000+ — 0000 | Маноло Пулот (CUB) пор. 0000 — 1000 | Не пройшов         |                    | Айдин Смагулов (KGZ) пор. 0002 — 1101 | Не пройшов         | Не пройшов         | 9     |
| Вітор Бівол           | до 66 кг  | Мансур Жума (UZB) пер. 1110 — 0000 | Чжан Гуанцзюнь (CHN) пор. 0000 — 1000 | Не пройшов                              | Не пройшов                          | Не пройшов         | Не пройшов         | Не пройшов                            | Не пройшов         | Не пройшов         | 22    |

### Плавання
спортсменів — 5
У такий раунд на кожній дистанції проходили найкращі спортсмени за часом, незалежно від місця зайнятого в своєму запливі. 
Чоловіки
| Спортсмен        | Змагання            | Попередні запливи | Попередні запливи | Півфінали  | Півфінали  | Фінал      | Фінал      |
| Спортсмен        | Змагання            | Результат         | Місце             | Результат  | Місце      | Результат  | Місце      |
| ---------------- | ------------------- | ----------------- | ----------------- | ---------- | ---------- | ---------- | ---------- |
| Андрій Чечан     | 200 м вільний стиль | 1:53,23           | 31                | Не пройшов | Не пройшов | Не пройшов | Не пройшов |
| Віктор Рогут     | 400 м вільний стиль | 4:01,42           | 38                |            |            | Не пройшов | Не пройшов |
| Олександру Івлєв | 100 м на спині      | 57,91             | 38                | Не пройшов | Не пройшов | Не пройшов | Не пройшов |
| Вадим Татарів    | 100 м брас          | 1:04,12           | 36                | Не пройшов | Не пройшов | Не пройшов | Не пройшов |
| Сергій Маринюк   | 400 м комплекс      | 4:29,52           | 22                |            |            | Не пройшов | Не пройшов |

### Важка атлетика
Спортсменів  — 3
У рамках змагань з важкої атлетики проводяться дві вправи — ривок та поштовх. У кожній із вправ спортсмену дається 3 спроби, в яких він може замовити будь-яку вагу, кратну 2,5 кг. Переможець визначається за сумою двох вправ. 
Чоловіки
| Спортсмен         | Категорія | Вага  | Ривок | Ривок | Ривок | Поштовх | Поштовх | Поштовх | Всього | Місце |
| Спортсмен         | Категорія | Вага  | 1     | 2     | 3     | 1       | 2       | 3       | Всього | Місце |
| ----------------- | --------- | ----- | ----- | ----- | ----- | ------- | ------- | ------- | ------ | ----- |
| Володимир Попов   | до 62 кг  | 61,56 | 130,0 | 135,0 | 137,5 | 160,0   | 160,0   | 160,0   | 295,0  | 7     |
| Вадим Вакарчук    | до 94 кг  |       | 172,4 | 177,5 | 180,0 | 220,0   | 220,0   | 225,0   | 397,5  | 5     |
| Александру Братан | до 105 кг |       | 190,0 | 195,0 | 195,0 | 220,0   | 220,0   | 220,0   | 410,0  | 6     |